# The Prey
The Prey è un film del 1920 diretto da George L. Sargent.

## Trama
Robert Reardon, insieme all'amico Henry Lowe, abusa della fiducia degli investitori, stornando i fondi a loro affidati. Chiede allora aiuto a James Calvin, candidato alla carica di procuratore distrettuale e suo futuro genero. Ma Calvin, nel caso in cui sarà eletto, minaccia di denunciare Lowe, rendendo Reardon rabbioso. Il fidanzamento tra sua figlia Helen e Calvin viene rotto e Reardon si suicida.
Lowe, dopo essersi impossessato di un assegno falso di Jack, il fratello di Helen, costringe la giovane a sposarlo. Trattata brutalmente dal marito, Helen ricorre a Calvin, il suo ex fidanzato, ma i due vengono incastrati da Lowe, che li sorprende in una situazione compromettente. Il procuratore decide di dimettersi ma Helen risolve la situazione riuscendo a far cadere in trappola il marito attraverso delle banconote segnate. Lowe, messo alle strette, finisce per suicidarsi. Ora Helen può tornare al suo vecchio amore e sposare finalmente Calvin.

## Produzione
Il film fu prodotto dalla Vitagraph Company of America.

## Distribuzione
Il copyright del film, richiesto dalla Vitagraph Co. of America, fu registrato il 3 luglio 1920 con il numero LP15333.
Distribuito dalla Vitagraph Company of America, il film fu presentato da Albert E. Smith, uscendo nelle sale cinematografiche statunitensi nel settembre 1920.
Non si conoscono copie ancora esistenti della pellicola che viene considerata presumibilmente perduta.